# 8667 Fontane
8667 Fontane eller 1991 GH10 är en asteroid i huvudbältet som upptäcktes den 9 april 1991 av den tyske astronomen Freimut Börngen vid Tautenburg-observatoriet. Den är uppkallad efter författaren Theodor Fontane.
Asteroiden har en diameter på ungefär 4 kilometer.